# Antonietta Brandeis

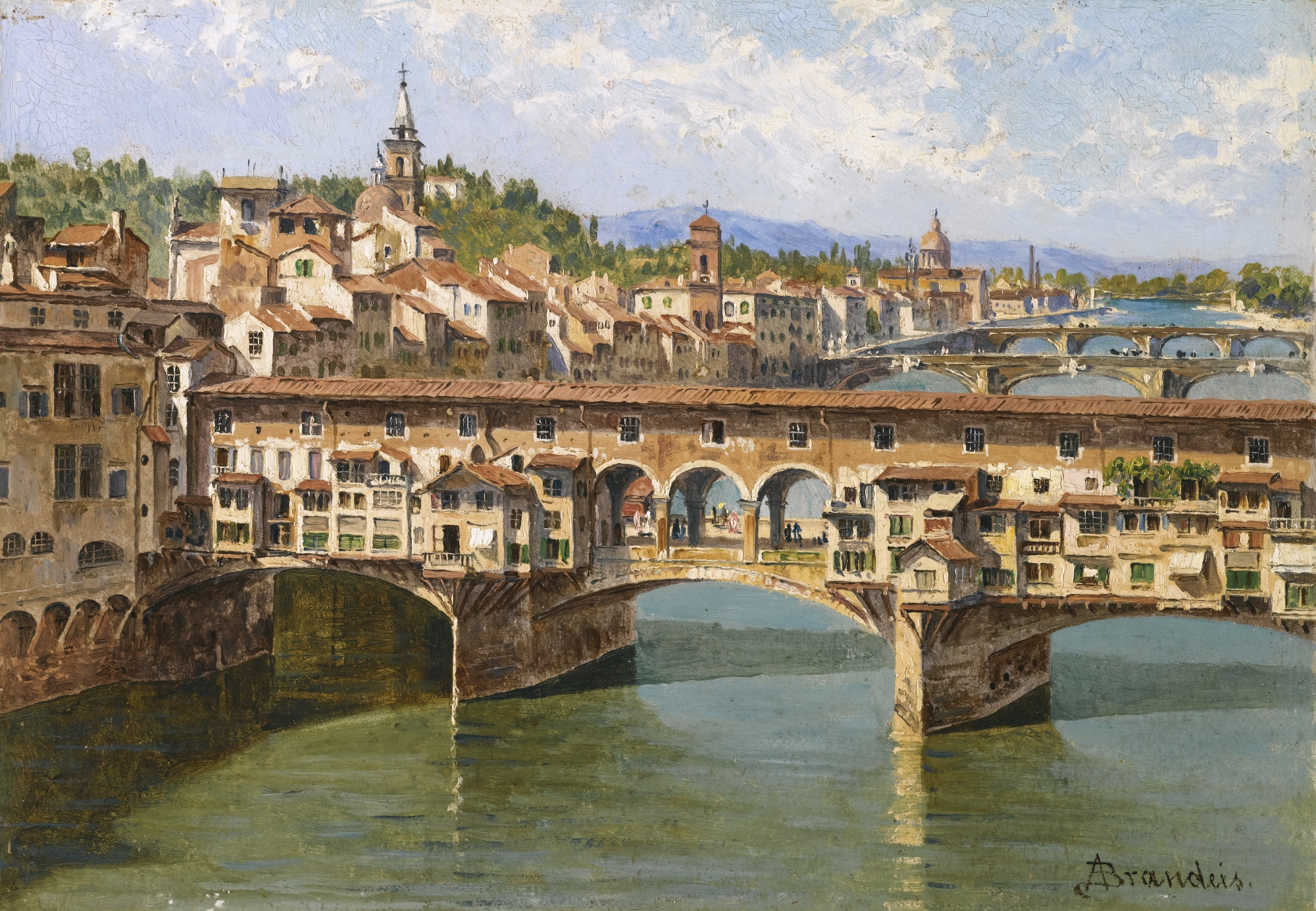
Ponte Vecchio, Florenz

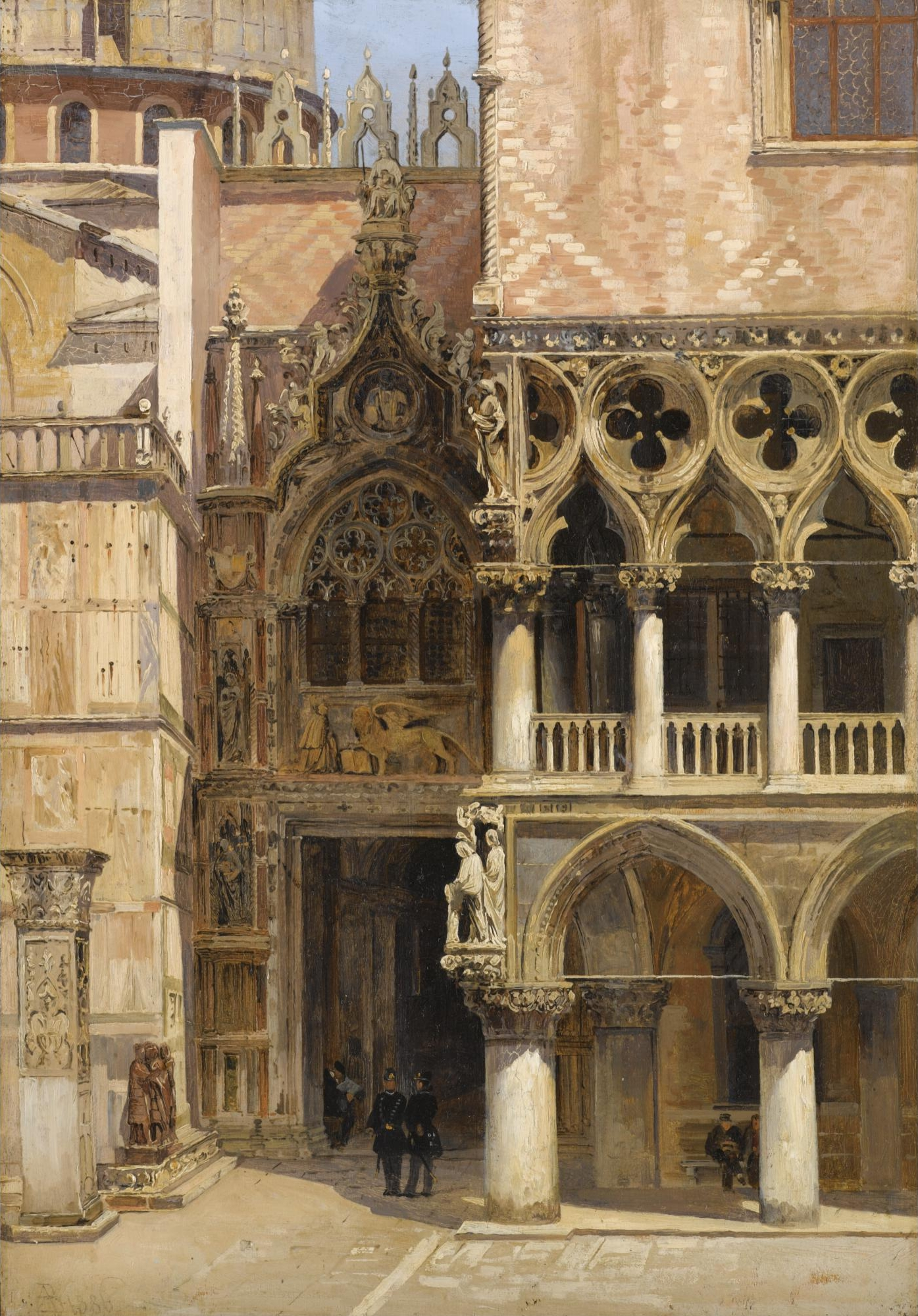
Porta della carta, Venedig, 1886

Antonietta Brandeis (geboren 1848 in Miskovice, Böhmen, Kaisertum Österreich; gestorben 1926 in Florenz) war eine österreichische Malerin.

## Leben
Antonietta Brandeis wurde im böhmischen Teil der Habsburger Monarchie geboren. Sie studierte in Prag bei Karel Javůrek und ab 1867 als erste Frau an der Akademie in Venedig bei Michelangelo Grigoletti. Sie blieb in Italien wohnen und bediente mit ihrer Vedutenmalerei die Italientouristen. Brandeis malte auch in anderen italienischen Touristenorten wie Venedig, Bologna, Florenz und Rom. Ihre Altarbilder signierte sie als „Antonio“, da sie sich als Frau diskriminiert sah.
Eines ihrer Werke hängt schon seit der k.u.k.-Zeit in der Galleria Revoltella in Triest. Ihre Bilder sind im Kunsthandel häufig anzutreffen.